# حارة صوفان (صنعاء)
حارة حارة صوفان هي إحدى حارات حي الحصبة بمديرية الثورة إحد مديريات العاصمة اليمنية صنعاء، بلغ تعداد سكانها 1433 نسمة حسب تعداد اليمن لعام 2004.